# Мулла, Стивен Амею Мартин
Стивен Амею Мартин Мулла (англ. Stephen Ameyu Martin Mulla; род. 10 января 1964, Идо, Судан) — первый южносуданский кардинал. Епископ Торита с 3 января по 12 декабря 2019. Архиепископ Джубы с 12 декабря 2019. Апостольский администратор Торита с 22 марта 2020 по 15 января 2023. Апостольский администратор Вау с 21 сентября 2020 по 24 января 2021. Кардинал-священник с титулом церкви Санта-Джемма-Гальгани с 30 сентября 2023.